# Выборы губернатора Брянской области (2015)
Досрочные выборы губернатора Брянской области состоялись в Брянской области 13 сентября 2015 года в единый день голосования.
На 1 января 2015 года в Брянской области было зарегистрировано 1 025 305 избирателей.

## Предшествующие события
С конца 2004 года по декабрь 2014 года правительство Брянской области возглавлял Николай Денин («Единая Россия»). В 2004 году он выиграл выборы, в которых однако не участвовал основной соперник — кандидат от КПРФ. В 2007 году он был назначен на второй срок президентом Путиным через процедуру утверждения областным парламентом. В октябре 2012 года Денин вновь выиграл выборы и был наделён губернаторскими полномочиями на третий срок. Однако уже через два года, 9 сентября 2014 года, президент России Владимир Путин отстранил Николая Денина с формулировкой «из-за утраты доверия». Временно исполняющим обязанности президент назначил депутата Госдумы от Единой России и сопредседателя отделения Общероссийского народного фронта по Брянской области Александра Богомаза. Поскольку Богомаз был назначен всего за 5 дней до масштабных региональных выборов в единый день голосования 14 сентября 2014 года, и период назначения выборов на эту дату уже прошёл, то в статусе врио он будет возглавлять правительство области свыше года, до вступления в должность губернатора, избранного в единый день голосования 13 сентября 2015 года.

## Ход событий

### Подготовка
В апреле 2015 года региональное отделение партии «Единая Россия» провело праймериз — предварительное внутрипартийное голосование, обычно ставящее целью выбрать единого кандидата от партии. Однако в данном случае было заявлено, что определяется не один победитель, а трое, из которых затем на региональный политсовет выберет единственного кандидата от партии. Кроме того наряду с членами и сторонниками самой «Единой России» право участвовать в праймериз получили члены других политических партий и беспартийные. Этой воспользовались представители партий «Родина» (Сергей Дружбин) и «Патриоты России» (Михаил Терещенко), а также шестеро беспартийных. Всего участвовало 17 кандидатов. По всей Брянской области в местах традиционного размещения избирательных участков было организовано 898 площадок для голосования. На праймериз проголосовало 208 854 человека, что составило чуть более 20 % от общего числа избирателей в области. По итогам большинство набрали: врио губернатора Александр Богомаз, депутат Брянского городского совета народных депутатов Игорь Куров и депутат Брянской областной думы Виктор Гринкевич.

### Ключевые даты
- 11 июня Брянская областная дума назначила выборы на единственно возможную дату — 13 сентября 2015 года (единый день голосования)
  - тогда же опубликован расчёт числа подписей, необходимых для регистрации кандидата
  - следующие 20 дней (до 2 июля) — период выдвижения кандидатов
  - агитационный период начинается со дня выдвижения кандидата и прекращается за одни сутки до дня голосования
- до 29 июля — период сбора подписей муниципальных депутатов и регистрация заявлений кандидатов в избирательной комиссии.
- 12 сентября — день тишины
- 13 сентября — день голосования

## Выдвижение и регистрации кандидатов

### Право выдвижения
Губернатором может быть избран гражданин Российской Федерации, достигший возраста 30 лет.
В Брянской области кандидаты выдвигаются только политическими партиями, имеющими в соответствии с федеральными законами право участвовать в выборах.
У кандидата не должно быть гражданства иностранного государства либо вида на жительство в какой-либо иной стране.

### Муниципальный фильтр
1 июня 2012 года вступил в силу закон, вернувший прямые выборы глав субъектов Российской Федерации. Однако был введён так называемый муниципальный фильтр. Всем кандидатам на должность главы субъекта РФ (как выдвигаемых партиями, так и самовыдвиженцам), согласно закону, требуется собрать в свою поддержку от 5 % до 10 % подписей от общего числа муниципальных депутатов и избранных на выборах глав муниципальных образований, в числе которых должно быть от 5 до 10 депутатов представительных органов муниципальных районов и городских округов и избранных на выборах глав муниципальных районов и городских округов. Муниципальным депутатам представлено право поддержать только одного кандидата.
В Брянской области кандидаты должны собрать подписи 7 % муниципальных депутатов и глав муниципальных образований. Среди них должны быть подписи депутатов районных и городских советов и (или) глав районов и городских округов в количестве 7 % от их общего числа. Кроме того, кандидат должен получить подписи не менее чем в трёх четвертях районов и городских округов, то есть в 25 из 33.
На предыдущих выборах каждому из кандидатов требовалось предоставить 241 нотариально заверенную подпись (7 % от 3437 наличествующих в области депутатов всех уровней и выборных глав муниципальных образований), из них 54 подписи — депутатов райсоветов и советов городских округов и подписи глав районов и городских округов. По данным облизбиркома, в 2012 году из общего количества депутатов-выборщиков 970 — самовыдвиженцы, примерно 160 — члены КПРФ, около 50 — члены Справедливой России, 14 депутатов представляли ЛДПР.
На этих выборах кандидатам необходимо собрать подписи от 239 до 250 депутатов всех уровней и глав муниципальных образований, из которых от 54 до 56 — депутатов райсоветов и советов городских округов и глав районов и городских округов не менее чем 25 районов и городских округов.

### Кандидаты в Совет Федерации
С декабря 2012 года действует новый порядок формирования Совета Федерации. Так каждый кандидат на должность губернатора при регистрации должен представить список из трёх человек, первый из которых, в случае избрания кандидата, станет сенатором в Совете Федерации от правительства региона.

## Кандидаты
| Кандидат          | Должность (на момент выдвижения)                                   | Партия                | Статус                      | Кандидаты в Совет Федерации |
| ----------------- | ------------------------------------------------------------------ | --------------------- | --------------------------- | --------------------------- |
| Александр Богомаз | врио губернатора Брянской области                                  | «Единая Россия»       | зарегистрирован             | Евгений Иволга              |
| Александр Богомаз | врио губернатора Брянской области                                  | «Единая Россия»       | зарегистрирован             | Сергей Калашников           |
| Александр Богомаз | врио губернатора Брянской области                                  | «Единая Россия»       | зарегистрирован             | Любовь Куприкова            |
| Михаил Ивако      | депутат Брянской областной Думы                                    | «Патриоты России»     | зарегистрирован             | Лариса Макласова            |
| Михаил Ивако      | депутат Брянской областной Думы                                    | «Патриоты России»     | зарегистрирован             | Надежда Шведова             |
| Михаил Ивако      | депутат Брянской областной Думы                                    | «Патриоты России»     | зарегистрирован             | Валентина Шипуль            |
| Сергей Курденко   | глава регионального отделения «СР»                                 | «Справедливая Россия» | зарегистрирован             | Валерий Иванилов            |
| Сергей Курденко   | глава регионального отделения «СР»                                 | «Справедливая Россия» | зарегистрирован             | Александр Нестеров          |
| Сергей Курденко   | глава регионального отделения «СР»                                 | «Справедливая Россия» | зарегистрирован             | Андрей Соколов              |
| Ольга Махотина    | сотрудник брянского отделения партии                               | «Яблоко»              | выбыла по личному заявлению | —                           |
| Леонид Филин      | директор ОАО «Акционерная транспортная кампания „Брянскавтотранс“» | «Родина»              | выбыл по личному заявлению  | —                           |

В региональном отделении КПРФ решенили не выдвигать своего кандидата, так как не верят в честные и прозрачные выборы и равные условия для всех кандидатов.
ЛДПР делегировала Александру Богомазу своего представителя Сергея Калашникова как кандидата в Совет Федерации.
12 июля, за два месяца до выборов, Леонид Филин от партии «Родина» снял свою кандидатуру.
В конце июля кандидат от партии «Яблоко» Ольга Махотина сообщила, что смогла собрать лишь 7 подписей муниципальных депутатов от необходимых 239 и написала заявление с просьбой лишить её статуса кандидата.

## Итоги выборов
В выборах в приняли участие 587 590 человек, таким образом явка избирателей составила 57,38 %.
| Явка избирателей                                     | Явка избирателей                                     | Явка избирателей | Явка избирателей |
| ---------------------------------------------------- | ---------------------------------------------------- | ---------------- | ---------------- |
| Число избирателей, включённых в список избирателей   | Число избирателей, включённых в список избирателей   | 1 023 100        | 100 %            |
| Из них приняли участие в выборах (выдано бюллетеней) | Из них приняли участие в выборах (выдано бюллетеней) | 587 041          | 57,38 %          |
| Процент испорченных бюллетеней                       |                                                      |                  |                  |
| Из них действительных бюллетеней                     | Из них действительных бюллетеней                     | 572 269          |                  |
| Из них недействительных бюллетеней                   | Из них недействительных бюллетеней                   | 14 772           | 2,51 %           |
| Распределение голосов:                               |                                                      |                  |                  |
| 1.                                                   | Александр Богомаз                                    | 469 386          | 79,96 %          |
| 2.                                                   | Михаил Ивако                                         | 56 428           | 9,61 %           |
| 3.                                                   | Сергей Курденко                                      | 46 455           | 7,91 %           |

Выборы выиграл Александр Богомаз, набравший почти 80 % голосов избирателей. 28 сентября он вступил в должность губернатора и в тот же день назначил сенатором от правительства Брянской области депутата Государственной Думы от партии ЛДПР Сергея Калашникова. Ранее Брянскую область в Совете Федерации представлял Михаил Марченко.